# Poda (morfología matemática)
El algoritmo de poda es una técnica utilizada en el procesamiento digital de imágenes basado en  morfología matemática. Se utiliza como complemento de los algoritmos para  calcular esqueletos y de adelgazamiento para eliminar componentes parasitarios no deseados. En este caso, los componentes "parásitos" se refieren a las ramas de una línea que no son fundamentales para la forma total de la línea y deberían ser eliminadas. Estos componentes pueden a menudo ser creados por algoritmos de detección de bordes o de digitalización.
El algoritmo de poda estándar eliminará todas las ramas más cortas que un determinado número de puntos. El algoritmo comienza en los puntos terminales y elimina recursivamente un número dado (n) de puntos de cada rama. Después de este paso aplicará dilatación en los nuevos puntos terminales con  un elemento estructurante (2N+1)(2N+1) de unos e intersecará el resultado con la imagen original. Si una rama parásita es más corta que cuatro puntos y se corre el algoritmo con n =4, la rama será removida. El segundo paso se asegura de que los troncos principales de cada línea no son acortados por el procedimiento.